# Ростовская ТЭЦ-2
Ростовская ТЭЦ-2 имени Ленина — энергетическое предприятие Ростова-на-Дону, Южный федеральный округ. ТЭЦ является генерирующей мощностью «Лукойл-Ростовэнерго».

## История
Интересна история «Ростовской ТЭЦ-1». В 1925 году первая отечественная турбина, выпущенная Ленинградским металлическим заводом, была смонтирована и пущена в эксплуатацию в г. Ростове-на-Дону на ГЭС-1 (Государственная Электрическая Станция), которая вырабатывала электрическую энергию для города.
8 ноября 1933 года от ГЭС-1 была сдана в эксплуатацию первая очередь теплофикации города. Таким образом Ростов-на-Дону стал одним из первых городов СССР, где была реализована теплофикация. После этого ГЭС-1 стала называться ТЭЦ-1.
В годы Великой Отечественной войны оборудование электростанции было демонтировано и эвакуировано. После освобождения города в феврале 1943 года от немецких войск, было начато восстановление Ростовской ТЭЦ-1, и уже 1 мая на станции был запущен первый турбогенератор мощностью 3 МВт.
В 1958 году котлы Ростовской ТЭЦ-1 были переведены на сжигание природного газа.

## Эксплуатация
Ростовская ТЭЦ-2 введена в строй в 1974 году, имеет 2 паровых котла ТГМЕ-444, 4 водогрейных котла КВГМ-100, 1 газомазутный котел Е-160-1.4-250 и 2 турбины ПТ-80/100-130/1.3. Установленная электрическая мощность станции до 2016 года — 160 МВт, установленная тепловая мощность — 730 Гкал/ч. Среднегодовая выработка электроэнергии — 750 млн кВт·ч. Построена для теплоснабжения бытовых и промышленных потребителей г. Ростова-на-Дону.
Ростовская ТЭЦ-2 является крупнейшим теплоисточником города: протяженность тепловых сетей составляет — 16,5 км (в двухтрубном исчислении), производительность — 1 млн Гкал/год, вырабатываемое тепло и горячая вода обеспечивают около 70 % общей потребности миллионного города.
С 2000 года на станции впервые в России введена реагентная водоподготовка открытой системы теплоснабжения. Для предотвращения накипеобразования и минимизации процессов коррозии используется ингибитор комплексного действия «ОПТИОН-313».[3]
В 2016 турбины заменены на ПТ-100/110-12,8, электрическая мощность повысилась до 200 МВт.